# Принц Бастер
Се́сил Бустама́нте Кэ́мпбелл (англ. Cecil Bustamente Campbell), более известный как При́нц Ба́стер (англ. Prince Buster), а также известный под своим мусульманским именем Муха́ммед Ю́сеф Али́ (Muhammed Yusef Ali; 24 мая 1938, Кингстон, Ямайка — 8 сентября 2016, Майами, США) — певец в стилях ска и рокстеди музыке.

## Ранние годы
В юности Сесил занимался боксом и подавал большие надежды в этом виде спорта. Также он интересовался музыкой и к 1959 году начал солировать с командой единомышленников по ночным клубам Кингстона. И один из его проектов оказался успешным благодаря популярным в те годы на Ямайке передвижным музыкальным установкам (sound system), где он по совместительству подрабатывал вышибалой. Именно там Сесил и получил прозвище Принц Бастер, под которым он впоследствии и стал знаменит.

## Музыкальная карьера
В 1960 году Принц Бастер записал с Folkes Brothers сингл «Oh Carolina» на лейбле Wild Bells. Композиция моментально стала хитом на Ямайке. С 1963 Принц Бастер записал сотни песен на Британском лейбле Blue Beat Records, которые внесли, несомненно, огромный вклад в развитие музыки ска. Песни «Al Capone» (#18, 1967) и «Whine And Grine» (#21, 1998) даже побывали в Британском чарте. После прихода к Сесилу популярности, он посетил с турне Англию, где в 1964 году его даже пригласили поучаствовать в одном популярном вечернем телешоу.
К концу 1970 года у Принца Бастера появились серьёзные финансовые проблемы, его предприятия были в упадке. Но к его счастью ска музыка переживает очередной подъём популярности в Британии. В 1979 году группа Madness, названая в честь одной из песен Бастера, перепевают несколько его песен. Одна из них, «One Step Beyond», достигла 10 места в чартах Великобритании. Интерес к Принцу Бастеру снова вырос и он начал получать неплохие гонорары. Его песни перепевали такие группы как The Specials, The Beat и Madness. Так же его старые песни были переизданы и пользовались хорошим спросом у аудитории.
В 1989 году Принц Бастер записал 12 дюймовый сингл «Stack O Lee» с Лондонской ска-блюз группой The Trojans на лейбле Gaz’s Rockin' Records. Пластинка была выпущена ограниченным тиражом и распродалась в течение недели.
Принц Бастер жил в Майами, Флорида. В течение последних нескольких лет он появлялся на нескольких фестивалях, включая в 2002 году «Legends Of Ska» фестивале в Торонто и в 2006 году на фестивале «Boss Sounds Reggae Festival» в Ньюкасл-апон-Тайне. В конце 2008 года Принц Бастер выступал на одной сцене «Gaz’s Rockin' Blues» с The Trojans.

## Смерть
С 2009 года Принц Бастер перенес несколько сердечных приступов, здоровье ухудшалось.
Музыкант умер 8 сентября 2016 года в возрасте 78 лет, в госпитале Майами, США.

## Дискография
- I Feel The Spirit  (1963)
- Fly Flying Ska (1964)
- It’s Burke’s Law (1965)
- Pain In My Belly (1965)
- Ska-Lip-Soul (1965)
- What A Hard Man Fe Dead (1967)
- Prince Buster On Tour (1967)
- Judge Dread Rock Steady (1967)
- Ten Commandments — RCA (1967)
- Wreck A Pum Pum (1968)
- Tutti Frutti — Melodisc (1968)
- FABulous Greatest Hits — FAB (1968)
- The Outlaw — Blue Beat (1969)
- 15 Oldies but Goodies — FAB
- Big Five — Melodisc (1972)
- The Message-Dub Wise — FAB/Melodisc (1972)
- Dance Cleopatra Dance — Blue Elephant (1972)
- Chi Chi Run — FAB (1973)
- She Was A Rough Rider (1978)
- Sister Big Stuff — Melodisc (1976)
- Jamaica’s Greatest — Melodisc
- Subliminal Reaction — Subliminal Reacton
- FABulous Greatest Hits — 1963—1981 — Sequel (1993)
- The Original Golden Oldies Volume 1 (1998)
- The Original Golden Oldies Volume 2 (1999)
- The King of Ska (2002)
- Prince of Peace: Prince Buster with Determinations Live in Japan (2003)

## Позиции в Британском Топ-20
| Дата            | Название песни    | Максимальное место | Недель в чарте |
| --------------- | ----------------- | ------------------ | -------------- |
| 23 февраля 1967 | «Al Capone»       | #18                | 13             |
| 4 апреля 1998   | «Whine and Grine» | #21                | 3              |